# Modest Sosenko

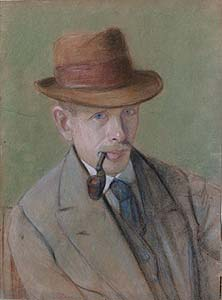
Modest Sosenko, autorretrato 1915

Modest Danylovych Sosenko (em ucraniano: Модест Данилович Сосенко; 28 de abril de 1875, Porohy, Galícia, Áustria-Hungria - 4 de fevereiro de 1920, Lviv, Segunda República da Polónia) foi um pintor e artista monumental ucraniano.

## Vida
Modest Sosenko nasceu na aldeia de Porohy, da coroa austríaca, nas terras do Reino da Galícia e Lodoméria, no actual Bohorodchany Raion do oblast ucraniano de Ivano-Frankivsk, na família de um sacerdote. Com o apoio financeiro do metropolita Andrey Sheptytsky, ele estudou na Academia de Belas Artes de Cracóvia, em Cracóvia, de 1896 a 1900, na Academia de Belas Artes de Munique entre 1901 e 1902 e na École nationale supérieure des arts decorações em Paris de 1902 a 1905. Ele viveu em Lviv a partir de 1906, mas viajou frequentemente para a Itália entre 1908 e 1913, visitou a Ucrânia russa em 1913 e o Egipto e a Palestina em 1914.
Sosenko pintou retratos, cenas de género, murais, iconóstases e pinturas de igrejas. Neste último, ele combinou a arte bizantina tradicional com abordagens artísticas modernas, tornando-se um pioneiro do boychukism. Ele morreu em Lviv aos 44 anos e foi enterrado na cidade, no cemitério de Janiwskyj.